# カサ・ボティネス
カサ・ボティネス (Casa Botines）は、スペイン・カスティーリャ・イ・レオン州レオン県レオンにあるモデルニスモの建築物。アントニ・ガウディの設計によって1891年から1892年に建設された。地方の貯蓄銀行であるカハ・エスパーニャの本店として使用されている。

## 歴史

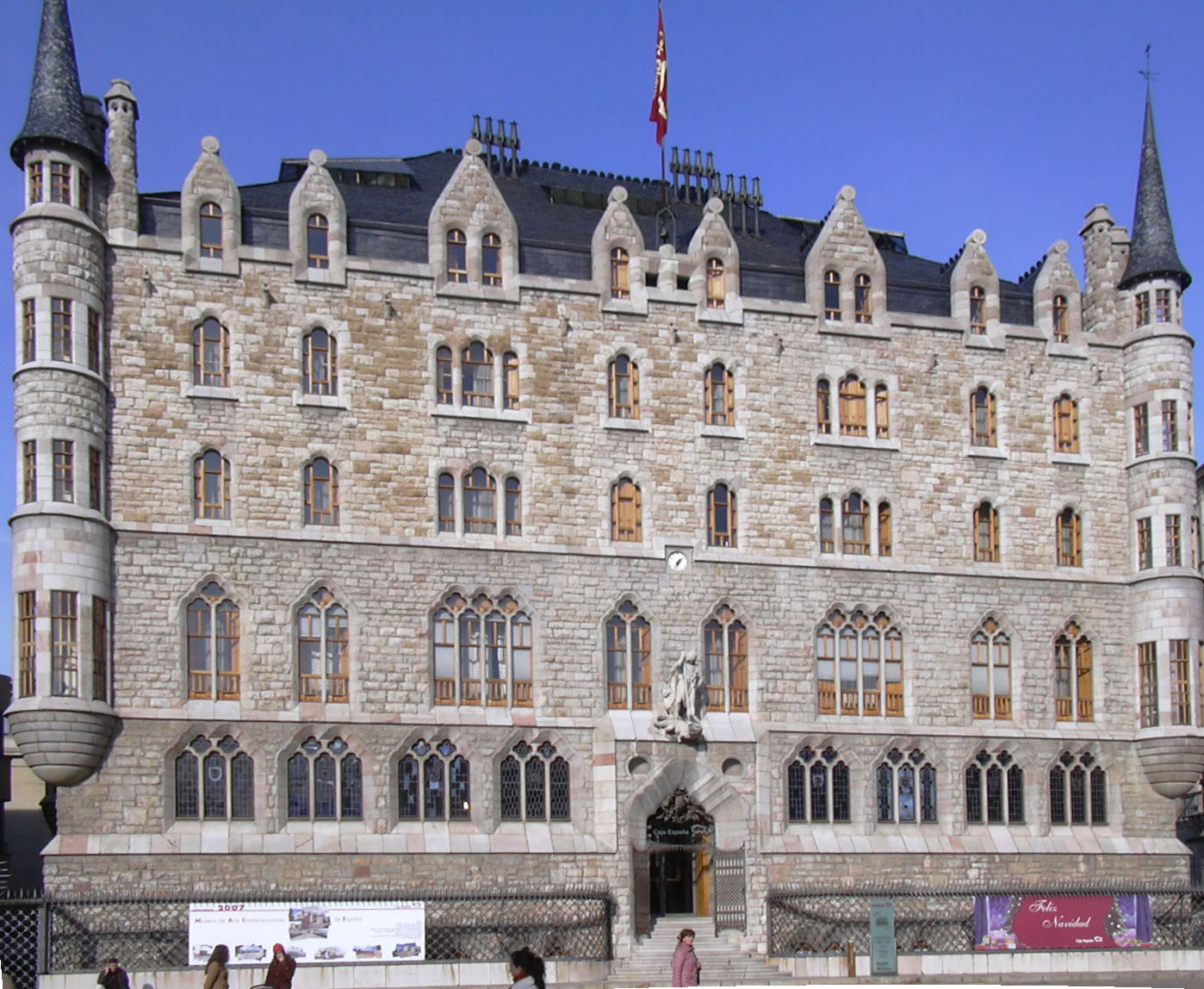
ファサードの一部

アントニ・ガウディはアストルガ司教館を仕上げる過程で、友人でありパトロンでもあるエウゼビ・グエイによってレオンの中心部に家を建築することを勧められた。グエイから生地を買う会社のオーナーであるシモン・フェルナンデスとマリアーノ・アンドレスは、ガウディに倉庫付き住宅の建築を依頼した。カサ・ボティネス（ボティネス邸）という名称は、会社の元オーナーであるジョアン・ボティネスに由来する。
1929年にレオンの貯蓄銀行であるカハ・エスパーニャはその建物を買い取り、ガウディのオリジナリティを損なうことなく自社の使用目的に適合させた。 2010年にスペインの経済危機への対応としてカハ・エスパーニャは同業他社と合併した。

## 建物
ガウディはカサ・ボティネスでレオンへの敬意を表したいと考えた。そのため、彼は建物の設計に中世の雰囲気と数多くのネオゴシック様式の特徴を持たせた。その建物は4つのフロアと地階、屋根裏部屋から構成されている。また、建物の角には塔が設置され、ネオゴシック感を増している。 地階の換気と照明のため、2つのファサードの周りに堀を作った。この構想はバルセロナのサグラダ・ファミリアでも繰り返された。

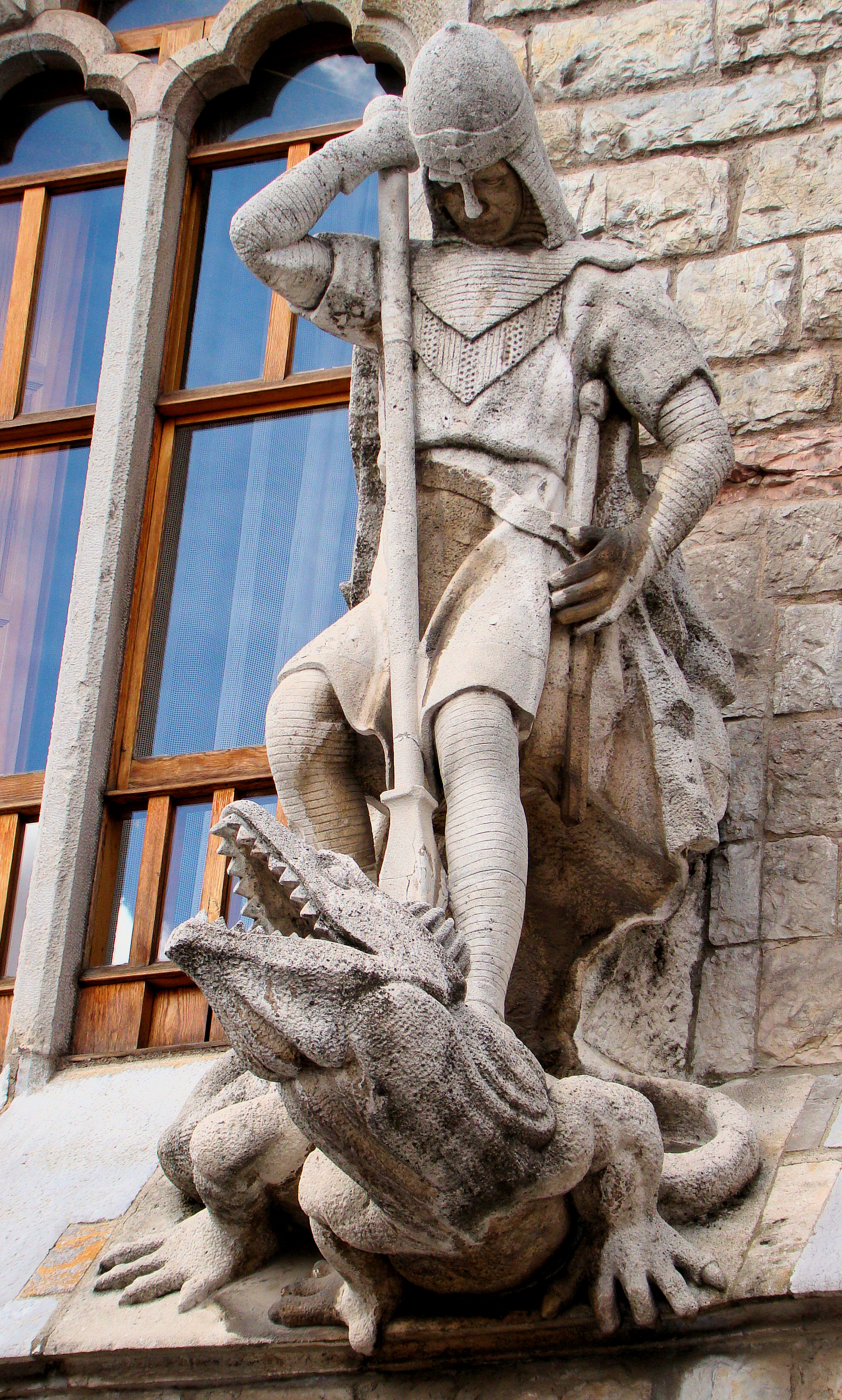
ドラゴンを倒す聖ジョージの彫刻 Llorenç Matamala i Piñol

ガウディは、所有者の住居を2階に置いた。それらは建物の横と裏にあるファサードの独立したドアによってアクセスされる。3-4階には賃貸物件があり、1階には会社のオフィスがある。 建物の主要な入り口には、会社の名前を付けた錬鉄製の碑文と、ドラゴンを倒している聖ジョージの石造りの彫像が並んでいる。 1950年に建物が修復されている時、作業者は、彫刻の下にガウディが署名した元の計画と、その時代の新聞の切り抜きを含む鉛の管を発見した。
カサ・デ・ロス・ボディネスの基礎は、建物の建設中に議論の対象だった。ガウディは、カテドラルのような地続きの基礎を想定していた。しかし、現地の技術者は、床を構築するため、より抗力のある深い位置の基礎を試験建築するよう主張した。建設中に建物が崩壊するという噂にもかかわらず、建物は構造的な問題を抱えていなかった。1階では、ガウディはフレーム構造の鋳鉄製の柱を初めて使用した。これは耐力壁を必要とせず、より開放的な計画を可能とした。ガウディの以前のプロジェクトとは異なり、カサ・デ・ロス・ボティネスのファサードには構造的な役割がある。
傾斜した屋根の上では、鉄製のつなぎ梁によって支持された6つの天窓が屋根裏部屋を照らし、換気する。その構造は複雑な木製の枠で支持されている。